# Międzynarodowe Stowarzyszenie Egzorcystów
Międzynarodowe Stowarzyszenie Egzorcystów – organizacja Kościoła katolickiego, założona w 1994 lub 1991 przez oficjalnego egzorcystę watykańskiego Gabriele Amorth i egzorcystę Fr René Chenesseau. Członkami – według Statutu – mogą zostać jedynie księża egzorcyści (kapłani mianowani do posługi egzorcystycznej przez swoich biskupów) oraz sami biskupi (którzy także są egzorcystami z racji święceń biskupich), a także ich współpracownicy (np. eksperci) oraz wybitni sponsorzy, zaangażowani w pracę Stowarzyszenia.